# Maurice Baril
Pour les articles homonymes, voir Baril (homonymie).
Maurice Baril CMM, MSM, CD est un militaire canadien né le 22 septembre 1943 à Saint-Albert de Warwick. 
Il est chef d'État-Major de la Défense du Canada de 1997 à 2001.
Il est président du conseil d'administration de l'Administration canadienne de la sûreté du transport aérien de 2005 à 2007.
En 2005, il devient aussi à titre honorifique colonel du Royal 22e Régiment.